# Червень 2015
Че́рвень 2015 — шостий місяць 2015 року, що розпочався в понеділок 1 червня та закінчився у вівторок 30 червня.

## Події
- 30 червня
  - Куба стала першою в світі країною, що отримала верифікацію від ВООЗ про усунення передачі ВІЛ та сифілісу від матері до дитини[1].
  - NASA презентувало прототип літака «Prandtl-m» (англ. Preliminary Research Aerodynamic Design to Land on Mars), який може здійснити посадку на Марсі у 2022–2024 роках. Завданням літака буде детальна оцінка місць посадки для подальших місій[2].
  - Остання хвилина червня мала 61 секунду — Міжнародне бюро мір і ваги додало високосну секунду для регулювання тривалості доби. Минулий раз високосна секунда була додана 30 червня 2012 року[3][4].
  - Китай, країна яка посідає перше місце за продукцією парникового газу, пообіцяв до 2030 року знизити викиди діоксиду вуглецю в атмосферу до 60-65% на одиницю ВВП в порівнянні з 2005 роком[5][6].

- 29 червня
  - 141 людина загинула при аварії літака C-130 Hercules індонезійської армії на Суматрі[7].
  - Літак Solar Impulse, який живиться сонячною енергією, після довгих затримок через несприятливу погоду дійшов до фази перельоту через Тихий океан — найдовшого перельоту на сонячній енергії, який займе приблизно 120 годин[8].
  - Опубліковані перші два можливі терапевтичні засоби лікування коронавірусу MERS-CoV, що наразі спричиняє епідемію у Південній Кореї і від якого з початку його зафіксування у 2012 році загинуло більше 400 осіб[9][10].
  - Помер чехословацький футболіст, володар «Золотого м'яча-1962» Йозеф Масопуст[11].
  - У Пекіні створений Азійський банк інфраструктурних інвестицій[12].

- 28 червня
  - Збірна України посіла 8-е місце в загальнокомандному заліку на Європейських іграх в Баку[13].

- 26 червня
  - Верховний суд США легалізував одностатеві шлюби на всій території США. Заборона одностатевого шлюбу, яка була у 14 штатів, надалі не буде виконуватися[14][15].
  - Результати вказують на те, що сірководень здатний до надпровідності при рекордно високих температурах — 203 K[16][17].

- 24 червня
  - У Пакистані в результаті спеки загинуло понад 1200 осіб[18].
  - Гаазький суд зобов'язав Нідерландський уряд зменшити викиди CO2 на 25% до 2020 року, замість запланованих урядом 14-17%[19].
  - Опубліковані результати досліджень наразі найдавніших знайдених викопних рештків зубів, вік яких складає 410 мільйонів років. Вони належали виду панцирних риб Romundina stellina[20][21]

- 23 червня
  - Європейське космічне агентство оголосило про продовження Місії Розетти на кометі Чурюмова-Герасименко до кінця вересня 2016 року, замість запланованого закінчення місії у грудні 2015 року[22].

- 22 червня
  - У Китаї проходить фестиваль собачого м'яса[23]
  - На аукціоні у Німеччині було продано 14 картин написаних Адольфом Гітлером за 400 тис. євро[24]

- 18 червня
  - Верховна Рада 248 голосами підтримала постанову Петра Порошенка про відставку Наливайченка з посади голови СБУ [25]
  - Парламентські вибори в Данії[26].

- 17 червня
  - Вікіпедія отримала Премію принцеси Астурійської[27]

- 15 червня
  - У Франції проходить авіасалон Ле Бурже. Від України представлять літак Ан-178[28]
  - Голова СБУ Валентин Наливайченко вимагає від Генпрокуратури України затримати колишнього заступника генпрокурора Даниленка, якого СБУ підозрює в причетності до «екоциду» через пожежу нанафтобазі на Київщині[29]
  - У Британії відзначають 800-річчя Великої хартії вольностей[30]

- 14 червня
  - Унаслідок поводі у Тбілісі загинули 12 осіб. Із затопленого зоопарку втекли тварини [31]

- 13 червня
  - На кометі Чурюмова-Герасименко космічний зонд Філи вийшов з гібернації о 22:28 (CEST), в якій він знаходився з листопаду 2014 року[32].
  - В У Нікарагуа тисячі жителів вийшли протестувати проти будівництва нового каналу, що має з'єднати Атлантичний і Тихий океани[33]

- 8 червня
  - В баварському замку Ельмау проходить 41-й саміт лідерів країн G7[34]

- 7 червня

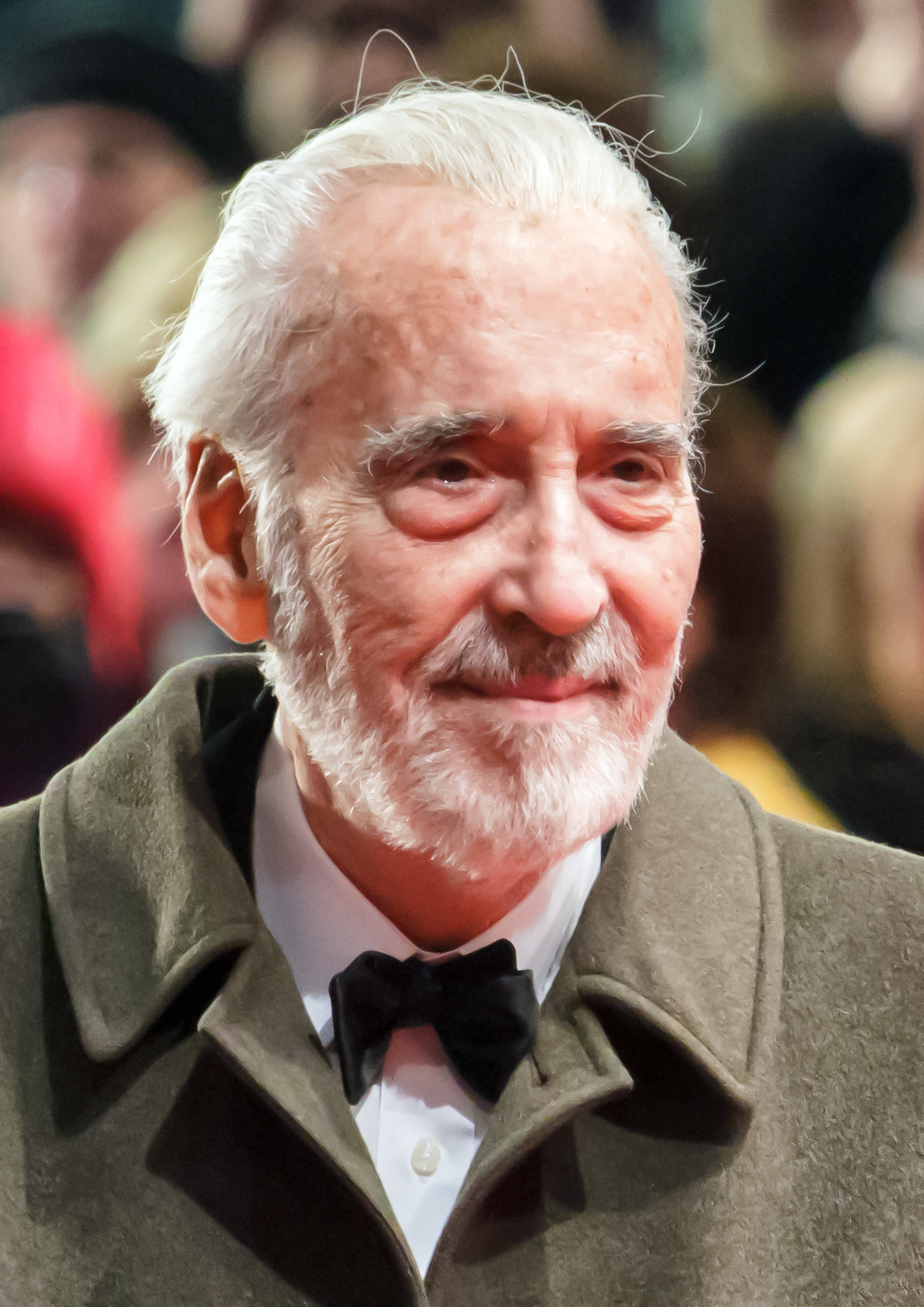
Крістофер Лі

  - Помер Крістофер Лі, англійський актор і музикант[35]

- 6 червня
  - Іспанська «Барселона» обіграла у фіналі Ліги чемпіонов італійський «Ювентус» із рахунком 3:1 [36]

- 4 червня
  - Вчені поставили під сумнів попередні висновки про сповільнення темпів глобального потепління за останні 15 років[37][38].
  - У фіналі кубка України з футболу київське «Динамо» перемогло донецький «Шахтар».

- 3 червня
  - Президентом Латвії обрано Раймондса Вейоніса, який займав пост міністра оборони країни[lv] [39]

- 2 червня
  - Йозеф Блаттер, президент ФІФА, подав у відставку на 3-тій день після свого переобрання

- 1 червня
  - У Китаї загинуло понад 400 чоловік в катастрофі на річці Янцзи [40]
  - Знайдено прямий зв'язок через судини між мозком та імунною системою.[41][42]